# Modrolotka czerwonoczelna
Modrolotka czerwonoczelna (Cyanoramphus novaezelandiae) – gatunek średniej wielkości ptaka z rodziny papug wschodnich (Psittaculidae). Jest gatunkiem endemicznym Nowej Zelandii. Nie jest zagrożona wyginięciem.

## Taksonomia
Gatunek opisał po raz pierwszy Anders Sparrman w roku 1787. Holotyp pochodził z cieśniny fiordowej Dusky Sound. Sparrman przydzielił modrolotce czerwonoczelnej nazwę Psittacus Novae Zelandiae, obecnie przez Międzynarodowy Komitet Ornitologiczny (IOC) umieszczana jest w Cyanoramphus.
Systematyka tego gatunku jest kwestią sporną. IOC wyróżnia trzy podgatunki. Autorzy Handbook of the Birds of the World wspominają także o C. n. cooki, C. n. saisseti i C. n. hochstetteri, jednak obecnie przez Dickinsona i Remsena (autorzy The Howard and Moore Complete Checklist of the Birds of the World) traktowane są jako osobne gatunki: modrolotka kozia (C. cooki) i żółtawa (C. saisseti), oraz jako podgatunek modrolotki małej o nazwie modrolotka złotawa (C. malherbi hochstetteri). IOC każdy z tych trzech taksonów traktuje jako osobny gatunek.
Modrolotka czerwonoczelna znana jest również pod innymi nazwami jak papuga kozia, koza czerwonoczelna i papuga nowozelandzka. Maorysi nazywali ją kakariki („mała papuga”), porete, kaka–wariki, powhaitere i kawariki. Niemiecka nazwa tego ptaka brzmi Ziegensittich, co oznacza kozią papugę.

## Zasięg występowania i podgatunki
Zasięg występowania obejmuje mniejsze wyspy Nowej Zelandii. Na wyspach Północnej i Południowej już wymarła. IOC wyróżnia następujące podgatunki:
- C. n. cyanurus Salvadori, 1891 – wyspy Kermadec
- C. n. novaezelandiae (Sparrman, 1787) – niegdyś cała Nowa Zelandia, obecnie przybrzeżne wyspy (jak Wyspy Trzech Króli, Kapiti[9]), Wyspy Auckland i Wyspa Stewart
- C. n. chathamensis Oliver, 1930 – Wyspy Chatham

Na Lord Howe (podgatunek subflavescens – modrolotka pustelnicza) i Macquarie (podgatunek erythrotis) modrolotka czerwonoczelna wymarła na początku XIX wieku; kwestia systematyki tych dwóch taksonów jest sporna – IOC uznaje je za osobne gatunki.

## Morfologia
Długość ciała wynosi do 27 cm, z czego około 14 cm stanowi ogon. Masa ciała mieści się w przedziale 50–113 g, jednak samice ważą przeciętnie 70 g, a samce 80 g. Rozpiętość skrzydeł 32–38 cm. Nie występuje dymorfizm płciowy w upierzeniu, samce są wyraźnie większe o masywniejszej głowie. 
Upierzenie w większości ciemnozielone, od spodu jaśniejsze. Czoło i pasek biegnący przez oko czerwone. Po bokach pleców tuż przy nasadzie ogona również dwie karminowe plamy. Lotki ciemnoszare z niebieskofioletową krawędzią. Tęczówki czerwone. Dziób srebrzystoszary z czarnym zakończeniem. Nogi i stopy szare. Młode posiadają ciemniejsze i bardziej matowe upierzenie.

## Ekologia i zachowanie
Występuje w zróżnicowanych środowiskach, od klimatu zwrotnikowego po subantarktyczny, w tym w gęstych lasach deszczowych strefy umiarkowanej, lasach nadbrzeżnych, w zakrzewieniach, na obrzeżach lasów i terenach otwartych. Prócz tego może zamieszkiwać nadbrzeżne zakrzewienia oraz skaliste zbocza porośnięte odpornymi na sól morską roślinami zielnymi. Na Wyspach Chatham zasiedla tereny otwarte, w zimie przenosi się do lasu.
Gatunek wszystkożerny. Żywi się głównie materią roślinną, prócz tego bezkręgowcami i morskimi mięczakami, niekiedy padliną (również ptasią). Pożywienia szuka w roślinności, jeśli występuje na terenie otwartym – na ziemi. Żeruje zarówno samotnie jak i w parach, grupach rodzinnych i stadach liczących do 30 osobników, przeważnie nad ranem i po południu. Grzebią w ziemi celem wydobycia z niej korzeni lub bezkręgowców. Skład pokarmu jest zmienny, zależy od pory roku. Badane ptaki (1731 obserwacji) wiosną jadły głównie kwiaty (ponad 40% obserwacji), wtedy też ważne w ich diecie stawały się bezkręgowce (około 25%), rzadko spożywane o innych porach roku. Latem spożywały głównie ziarno i kwiaty (np. metrosiderosa wyniosłego). Jesienią podstawę ich diety stanowiły nasiona (około 70% obserwacji) – pozostałe rodzaje pokarmu odnotowano w przypadku mniej niż 20% obserwacji każdy. Zimą podstawę diety stanowiły kwiaty (zauważone podczas 65% obserwacji). Owoce i jagody stanowiły znaczącą część diety od marca do czerwca. Modrolotki czerwonoczelne odzywają się głosem do złudzenia przypominającym meczenie kozy (co znalazło odzwierciedlenie w nienaukowych polskich nazwach i nazwie niemieckiej), ale zazwyczaj milczą. Osobniki żyjące na archipelagach mogą przelatywać z wyspy na wyspę.

## Lęgi
W północnych częściach zasięgu modrolotki czerwonoczelne gniazdują cały rok, w obszarach wysuniętych bardziej na południe w październiku i grudniu. Zwykle para wyprowadza jeden lęg w sezonie. Gniazda mieszczą się w dziuplach, np. drzew z rodzajów Metrosideros, Vitex, Nothofagus, Olearia i Plagianthus, a na obszarach bez drzew w kępach traw lub nawet w norach króliczych. Na wyspach gniazda widziano również na półkach skalnych. Samiec w okresie lęgowym agresywny, wysiadująca samica również potrafi przegonić intruza.
Zniesienie liczy 3–9 jaj; skorupka o kształcie szerokiego owalu, gładka, biała. Inkubacja trwa 18–21 dni, wysiaduje jedynie samica, samiec dostarcza jej pokarm. Młode opuszczają gniazdo po 5–6 tygodniach od wyklucia. Następnie przez blisko dwa tygodnie przebywają w jego okolicy, ucząc się samodzielnie żerować. W tym okresie łączą się w grupy rodzinne. Osiągają dojrzałość płciową w wieku około roku, w niewoli nawet wcześniej. W niewoli mogą dożyć 16 lat, zważywszy na wypadki skutkujące urazami mechanicznymi zwykle żyją około 12 lat.

## W niewoli

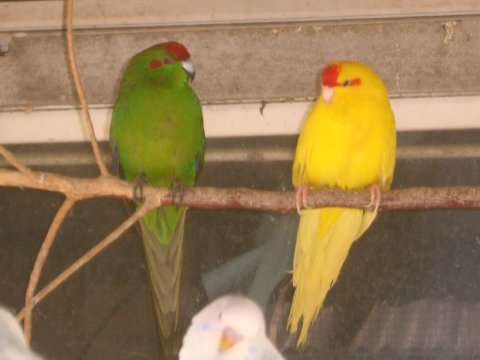
Ptak po prawej należy do odmiany lutino

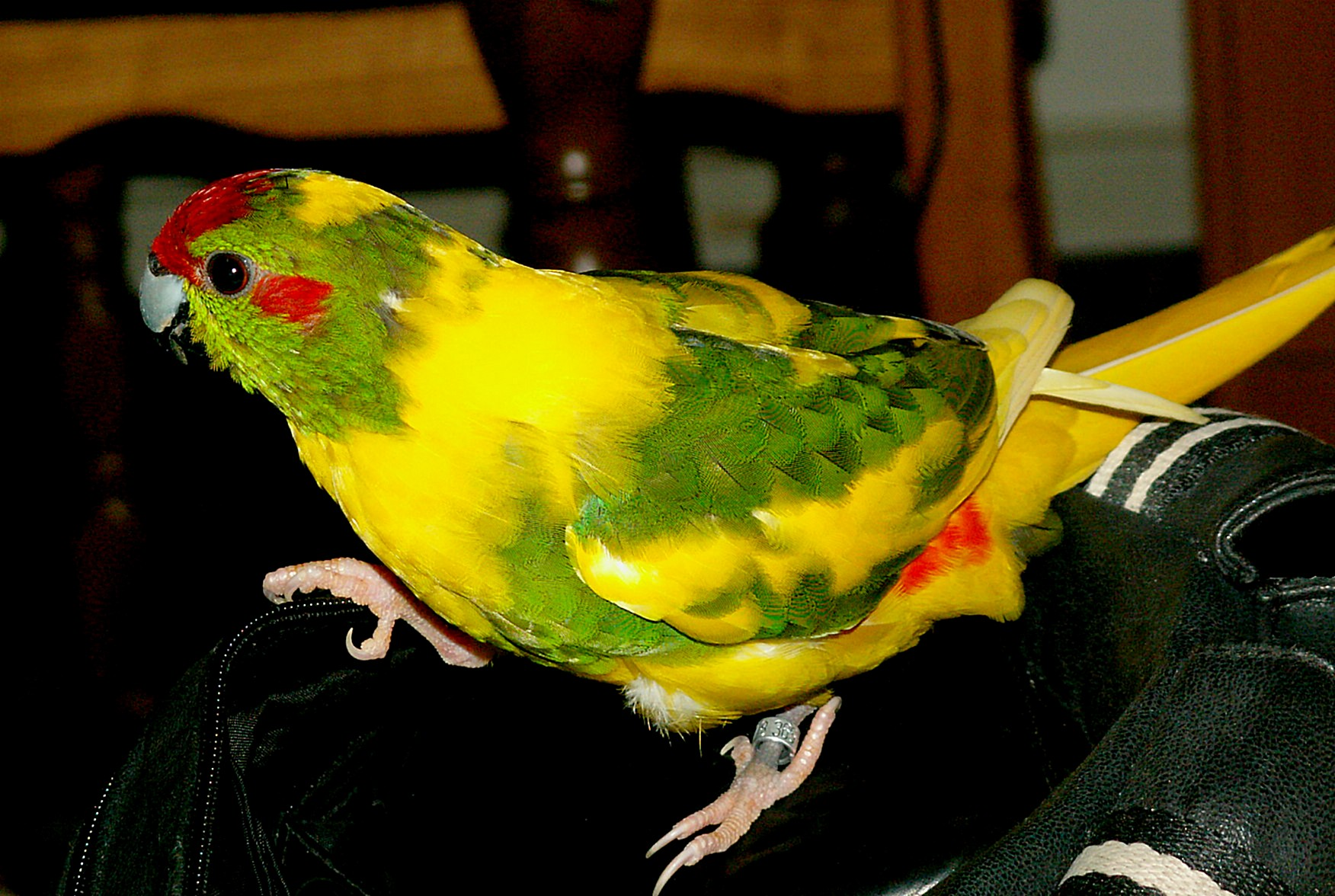
Samiec, szek

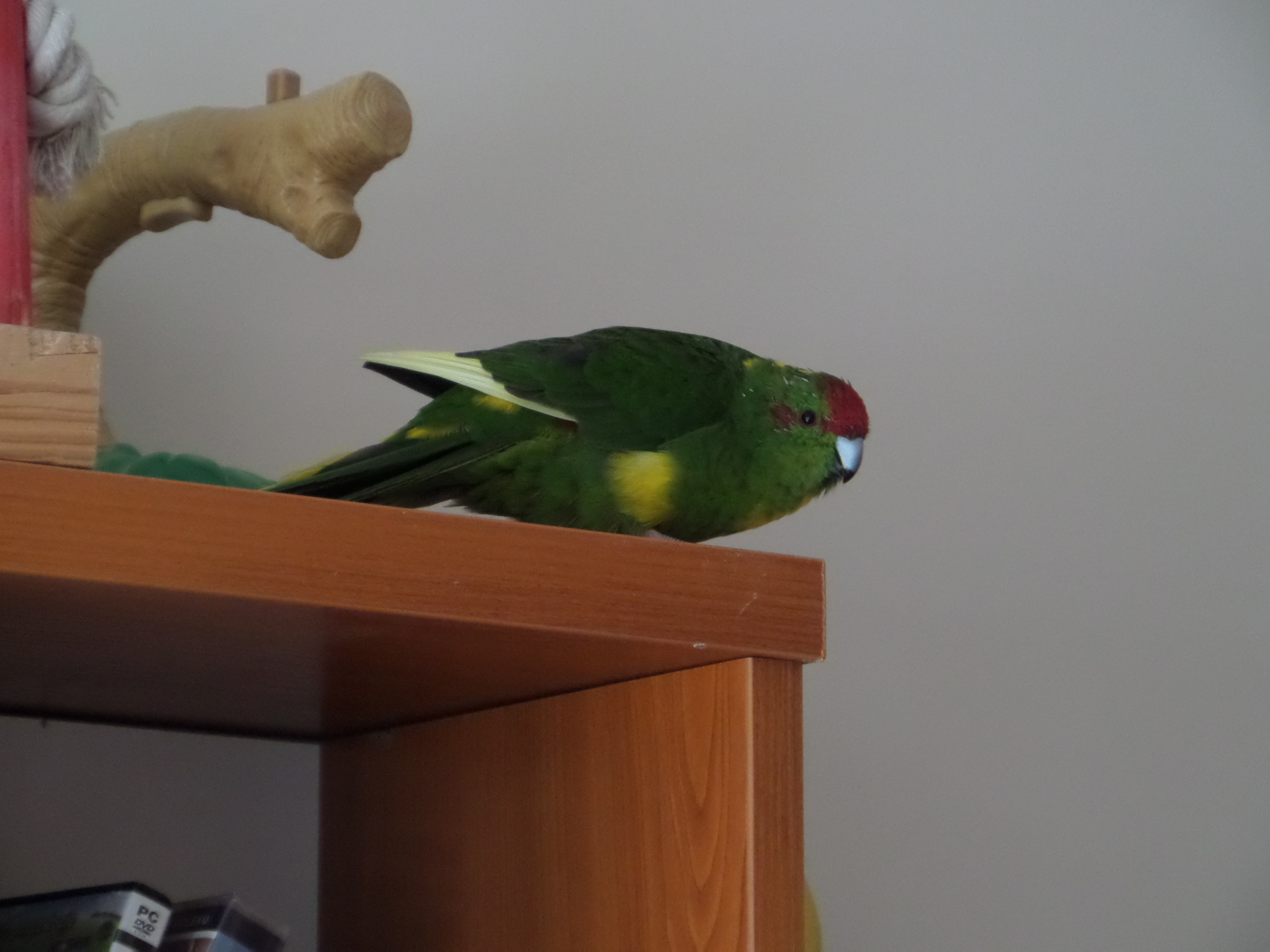
Samica (nieco ponad roczna), w trakcie pierzenia piór głowy. Również szek, w tym przypadku o mniejszej ilości żółtej barwy w upierzeniu

Do Europy ptaki tego gatunku trafiły w 1864, kiedy sprowadzono je do londyńskiego zoo. Większe ilości przywieziono w 1967–1968.
Modrolotki czerwonoczelne cechuje znaczna aktywność, ruchliwość i ciekawość świata, nie spędzają wiele czasu w jednym miejscu. Podobnie jak duże papugi potrafią trzymać pożywienie w łapce. Spośród innych papug trzymanych jako zwierzęta domowe wyróżnia je niezwykle szeroki zakres przyjmowanych pokarmów. Podstawową karmę stanowi mieszanka ziaren, prócz tego należy ptakowi zapewnić dużą różnorodność owoców (w tym jagodowych), warzyw, zieleniny (w tym sezonowo dzikich chwastów); zjadają również kwiaty i pączki kwiatowe.
Papugi tego gatunku wymagają częstych kąpieli w ciągu całego roku. Do tego ptakom należy zapewnić zabawki, ze względu na ich aktywność i inteligencję. Minimalne wymiary klatki to 85 na 55 na 90 cm; w środku muszą znajdować się zabawki, papuga zamknięta bez możliwych zajęć męczy się. Odległość między prętami nie może przekraczać 2 cm, istnieje ryzyko utknięcia głowy papugi między nimi. Modrolotki lubią wspinać się i biegać po ściankach klatki, również po suficie. Wymagane jest co najmniej kilka godzin dziennie przebywania poza klatką, w szczególności rano i przed południem. W naturze większość czasu przedstawiciele C. novaezelandiae spędzają na ziemi, toteż w niewoli aktywność ptaka przenosi się na dno klatki (nie jest to sygnał niepokojący, jak np. u nimf). Wymusza to na właścicielu częste wymiany wyściółki (zalecane są papierowe ręczniki), tym bardziej, że większość pożywienia jest brudząca i wodnista. Podobnie jak w naturze, rozgrzebują ziarno w karmniku, zanieczyszczając otoczenie. Zalecana średnica obrączki wynosi 5,4 mm.
Uzyskano trzy mutacje barwne:
- lutino – sprzężona z płcią, recesywna, dostępna na całym świecie
- cynamonowa – sprzężona z płcią, recesywna, dostępna w Australii i Europie
- szek – występują szeki dominujące (autosomalne, dostępne w Europie) oraz recesywne (dostępne w Europie i Australii). Oba typy nie różnią się wyglądem. Mutacja ta występuje także w naturze.

### Choroby i inne problemy zdrowotne
U modrolotki czerwonoczelnej mogą wystąpić problemy z pierzeniem. Na szyi i głowie występują łysinki, upierzenie może być źle ułożone („rozczochrane”). Przyczyna nie jest znana, możliwa jest zbyt uboga, mało urozmaicona dieta, złe warunki (zbyt sucho i ciepło, optymalna temperatura to 17 °C) lub uwarunkowanie genetyczne. Samice, także samotne, mogą popaść w ciąg składania jaj, niekiedy jedyną opcją jest kuracja hormonalna.
Ptaki trzymane w wolierach zewnętrznych mogą mieć kontakt z odchodami dzikich ptaków; istnieje ryzyko zarażenia pasożytami wewnętrznymi, szczególnie nicieniami Ascaridia. Występuje także świerzb wywołany przez roztocza z rodzaju Cnemidocoptes. Prócz wymienionych chorób u modrolotek występują także te powszechne wśród innych ptaków.

## Status i zagrożenia
Przez IUCN od 2017 gatunek klasyfikowany jest jako najmniejszej troski (LC, Least Concern; stan w 2020). Wcześniej od 1988 do 2004 posiadał status najmniejszej troski (LC, Least Concern), który następnie zmieniono na narażony na wyginięcie (VU, Vulnerable), a w 2014 (po zmianach w taksonomii) na bliski zagrożenia (NT, Near Threatened). W 1999 całkowitą populację szacowano na 14–25 tysięcy dorosłych osobników skupionych na 3500 km². Od 2014 IUCN i BirdLife International stosują szersze ujęcie systematyczne, podobnie jak autorzy Handbook of the Birds of the World, i wliczają do C. novaezelandiae modrolotkę kozią (cooki), żółtawą (saisseti) i złotawą (hochstetteri), w związku z czym zarówno podawane przez obie te organizacje liczebność, jak i zasięg występowania są obecnie większe – odpowiednio 16 500–35 300 dorosłych osobników i 5 540 000 km².
W XIX wieku na terenie Nowej Zelandii nasiliła się kolonizacja przez Europejczyków oraz uprawa zboża. Ptaki były tępione, gdyż uznawano je za szkodniki pól uprawnych. Zagrożenie stanowi wycinka lub wypalanie lasów, pozbawiająca ptaki miejsc do życia i rozrodu. Występuje konkurencja międzygatunkowa o miejsca lęgowe z introdukowanymi gatunkami – majną brunatną (Acridotheres tristis), szpakiem zwyczajnym (Sturnus vulgaris), rozellą białolicą (Platycercus eximius) i królewską (P. elegans), pałanką kuzu (Trichosurus vulpecula) oraz pszczołą miodną (Apis mellifera). Na Little Barrier Island wystąpił w 2009 wybuch epidemii choroby dzioba i piór (PBFD). Wpływ choroby na tamtejszą populację modrolotek nie został zbadany.